# Artanes
Artanes fou fill d'Histaspes i germà de Darios I el Gran, segons Heròdot. Sempre segons Heròdot va maridar la seva filla única Frataguna a son oncle Darios, i doncs el seu propi germà, i ella en va esdevenir la sisena esposa. El seu nets haurien caigut a la batalla de les Termòpiles.